# TENET (компания)
TENET (ООО «НПП „Тенет“») — телекоммуникационная компания Южного региона Украины. Главный офис находится в Одессе. В 2013 году TeNeT входит в первую десятку интернет-провайдеров Украины по числу абонентов фиксированного широкополосного доступа. Число абонентов по состоянию на конец IV квартала 2013 г. — 132 000.
Компания предоставляет доступ в Интернет по проводной и беспроводной технологиям, услуги цифровой телефонии (по технологии SIP) и цифрового телевидения. В числе дополнительных услуг — веб-хостинг и объединение офисов в единую сеть (транспорт).

## Услуги
- Доступ в Интернет.
  - TENET предоставляет доступ в Интернет по проводным и беспроводным технологиям на скорости до 1 Гбит/с.[источник не указан 4264 дня]
  - бесплатный Интернет по технологии Wi-Fi на ряде улиц, в скверах и парках г. Одесса, г. Южный, г. Ильичевск, г. Белгород-Днестровский [2]
  - Общественный публичный беспроводной доступ в Интернет по технологии Wi-Fi.[источник не указан 4265 дней]
- Цифровое телевидение по технологии IPTV на территории всей Украины.[3]
- Цифровая телефония по технологии SIP.[источник не указан 4264 дня]

## Развитие украинского сегмента Глобальной сети
Для развития сегмента Глобальной сети ряд телекоммуникационных компаний Украины в 2000-м году объединились в Интернет Ассоциацию Украины (ИнАУ). В задачи Ассоциации входят анализ и разработка законодательной и нормативной базы Украины. Генеральный директор компании TENET Олег Елисеев, один из инициаторов создания Ассоциации, несколько раз избирался в состав правления организации.